# Карелина (Тюменская область)
Карелина — деревня в Тюменской области, входит в состав Вагайского района и Первовагайского сельского поселения.

Деревня основана в XVII в. Судя по тексту переписи, предположительно, основана была Савелием Корелиным не позже 1653 г.
Деревня Корелина на речке Масоешке.
[...]
Межа той деревни Корелины пашенной и непашенной земле и сенным покосам с монастырскою Вагайскою землею, а с Кайдауловыми татары вверх по речке Кайдауловке до граненой сосны, а у сосны яма с угольем, а от сосны на березу граненую, а у березы яма с угольем, а от березы на Духовую речку, а у речки сосна граненая покляпая и у сосны яма с угольем. А поскотинная земля от Мысаевки речки вниз по реке Иртышу до большого нижного талу и до усть Васклея речки, а та речка пала в речку ж Кайдауловку. А с монастырскою землею межа писана в монастырских землях.
Примерно в середине XVIII в. жителями деревни — потомками основателя деревни — была построена пристань.

## География
Деревня находится на берегу реки Антипка. 

## Население
| 2010 |
| ---- |
| 0    |